# رسلان نورودينوف
رسلان نورودينوف ((بالتتارية: Ruslan Şamil ulı Nurudinov, Руслан Шамил улы Нурудинов); (بالأوزبكية: Ruslan Shamil'evich Nurudinov); مواليد 24 تشرين الثاني 1991 في أنديجان، أوزبكستان) هو رباع اوزبكستان من أصول تتارية و من أتباع الإسلام. أنه تنافس في عام 2012 دورة الألعاب الاولمبية الصيفية في -105 كجم . هو أول بطل للعالم من أوزبكستان في رفع الاثقال. رسلان حصل على الميدالية الذهبية الثانية في الألعاب الأوليمبية الصيفية عام 2016 في ريو دي جانيرو ، رسلان سجل رقم أولمبي في رفعة النتر مع رفع 237 كجم.

## روابط خارجية
- رسلان نورودينوف على موقع الاتحاد الدولي (الإنجليزية)
- رسلان نورودينوف على موقع مشروع نتائج رفع الأثقال الدولية (الإنجليزية)
- رسلان نورودينوف على موقع IAT Database Weightlifting (الألمانية)
- رسلان نورودينوف على موقع اللجنة الأولمبية الدولية (الإنجليزية)
- رسلان نورودينوف على موقع أوليمبيديا (الإنجليزية)